# Пузына, Михаил Андреевич
Михаил Андреевич Пузына (пол. Michał Puzyna, бел. Міхал Пузына; ? — после 1723) — государственный и военный деятель Великого княжества Литовского, хорунжий надворный литовский в 1712—1717 годах, писарь великий литовский в 1717—1724 годах, посол Речи Посполитой в России в 1712—1720 годах.

## Биография

### Семья
Сын каштеляна минского Андрея Пузыны и Ефросиньи Хжанстовской, брат воеводы мстиславльского Кшиштофа Доминика Пузыны.
Был женат на Софье Потоцкой, дочери старосты яблоновского Анджея Ежи Потоцкого. В браке родились две дочери: Констанция (была замужем за Кшиштофом Межаевским и Станиславом Косткой Потоцким) и вторая дочь, чьё имя неизвестно (была замужем за Адамом Мразавицким).

### Карьера
С 1699 по 1717 годы регент малой канцелярии Великого княжества Литовского. Посол Сейма с 1697 года. Участвовал в Северной войне, сражался под Алькениками на стороне Августа II, с 1712 по 1720 годы был послом Речи Посполитой при царе Петре Алексеевиче. С 1712 по 1717 годы хорунжий надворный литовский, с 1717 по 1724 годы писарь великий литовский.
Во время своего пребывания в должности посла в России Пузына конфликтовал с саксонскими послами Фридрихом фон Экштедтом и Йоханном фон Лоссом, поскольку те опасались, что Ливония будет разделена между Польшей и Россией по окончании войны, и ничего из территорий не достанется Саксонии.